# Сен Паскал (Квебек)
Сен Паскал (фр. Saint-Pascal) је град у Канади у покрајини Квебек. Према резултатима пописа 2011. у граду је живело 3.490 становника.

## Географија

### Клима
| Клима (Сен Паскал) | Клима (Сен Паскал) | Клима (Сен Паскал) | Клима (Сен Паскал) | Клима (Сен Паскал) | Клима (Сен Паскал) | Клима (Сен Паскал) | Клима (Сен Паскал) | Клима (Сен Паскал) | Клима (Сен Паскал) | Клима (Сен Паскал) | Клима (Сен Паскал) | Клима (Сен Паскал) | Клима (Сен Паскал) |
| Показатељ \ Месец  | .Јан.              | .Феб.              | .Мар.              | .Апр.              | .Мај.              | .Јун.              | .Јул.              | .Авг.              | .Сеп.              | .Окт.              | .Нов.              | .Дец.              | .Год.              |
| ------------------ | ------------------ | ------------------ | ------------------ | ------------------ | ------------------ | ------------------ | ------------------ | ------------------ | ------------------ | ------------------ | ------------------ | ------------------ | ------------------ |
| [ тражи се извор ] |                    |                    |                    |                    |                    |                    |                    |                    |                    |                    |                    |                    |                    |

## Становништво
Према резултатима пописа становништва из 2011. у граду је живело 3.490 становника, што је за 0,4% мање у односу на попис из 2006. када је регистровано 3.504 житеља.
| 2006. | 2011. |
| ----- | ----- |
| 3.504 | 3.490 |